# Karakterisztika és mantissza
Egy szám karakterisztikája megadja a szám nagyságrendjét, vagyis azt, hogy milyen hosszú az egészrésze az adott, általában tízes számrendszerben. Egy szám logaritmusának karakterisztikája a logaritmus értékének egészrésze. Egy normálalakban adott, vagy lebegőpontos szám karakterisztikája éppen a tíz hatványkitevője, ami megegyezik a szám tízes alapú logaritmusának egészrészével. Például a 2,9979 · 108 normálalakban adott szám karakterisztikája mindkét definíció szerint 8.
A mantissza pontosan meghatározza a karakterisztika által megadott nagyságrendű számot. Egy szám logaritmusának mantisszája a logaritmus értékének törtrésze. Egy normálalakban adott, vagy lebegőpontos szám mantisszája a tíz egész kitevős hatványával megszorzott szám, aminek egészrésze a mérnöki normálalakban akár háromjegyű is lehet. Például a 2,9979 · 108 normálalakban adott szám mantisszája 2,9979.

## Logaritmus
A mantissza szó kétféle használata összefügg egymással. Ugyanis, ha vesszük a normálalakban adott szám tízes alapú logaritmusát, akkor a tíz hatványkitevője lesz a karakterisztika, és a normálalak logaritmusa a logaritmus mantissza. A karakterisztika esetén a két definíció ugyanazt jelenti. A logaritmustáblázatok a mantisszát adják meg, a karakterisztikát a szám nagyságrendjéből kell kiolvasni. Például a 2,9979 · 108 normálalakban adott szám tízes alapú logaritmusa 8,4768, ahol a karakterisztika 8, és a mantissza 0,4768, ami éppen a 2,9979 tízes alapú logaritmusa.

## Lebegőpontos számábrázolás
A lebegőpontos számok szokásos alakja:
előjelbit (s)·alap (b)±karakterisztika (e)·mantissza (m)
nem rögzíti egyértelműen a karakterisztikát és a mantisszát. Különböző, egymásnak is ellentmondó definíciók születtek. Szokás úgy megadni, hogy a mantissza első jegye a tizedesvessző elé kerüljön, vagyis x,xxxx alakú legyen.
Emellett még beszélnek normált (1/b és 1 közé eső) és normalizált (1 és 2 közé eső; b=2) mantisszáról is. A normált mantissza alakja 0,xxxx.
A lebegőpontos számok mantisszájának hosszát a számábrázolás pontossága rögzíti. Kettes számrendszerben az első szignifikáns jegy mindig 1, amit nem is tárolnak; ez a rejtett bit (hidden bit). Például az IEEE 754 szerint a dupla pontosságú szám mantisszája 53 bites a rejtett bittel, és 52 bites a rejtett bit nélkül.